# Ansambl
Ansambl (franc. ensemble, njem. Befestigungsgruppe, rus. укрепленный узел), u stalnoj fortifikaciji samostalni skup utvrđenja Maginotove linije. On je predstavljao čitav podzemni grad koji je sadržavao s vojarnu, bolnicu, skladišta, energetsku centralu i dr. Ansambli su bili međusobno povezani tunelima za promet motornih vozila ili električne željeznice, a na površini su virile samo kupole i osmatračnice, povezane liftovima ili horizontalnim komunikacijama s njegovim ostalim elementima. 
Postojale su tri kategorije ansambala, od kojih su oni prve kategorije činili glavne oslonce (ouvrages principaux) glavnog odbrambenog položaja odredenog utvrđenog područja. 